# 헨리 로이드휴스
헨리 로이드휴스(Henry Lloyd-Hughes, 1985년 ~ )는 잉글랜드의 배우이다.

## 출연 작품
- 더 라스트 위트니스 (2018)
- 나우 유 씨 미 2 (2016)
- 인디안 썸머스 시즌1 (2015)
- 런던시계탑 밑에서 사랑을 찾을 확률 (2015)
- 인썸니악스 (2014)
- 마담 보바리 (2014)
- 헬로우 카터 (2013)
- 판타스틱 피어 (2012)
- 위대한 비밀 (2011)
- 델스타 (2008)
- 언릴레이티드 (2007)
- 해리 포터와 불의 잔 (2005)